# Granby (Vermont)
Granby – miasto w Stanach Zjednoczonych, w stanie Vermont, w hrabstwie Essex.